# 브리트니 옥스
브리타니 옥스(Brittany Oaks, 1993년 10월 8일 ~ )은 미국의 싱어송라이터이자 배우이다.브릿은 2002년 영화 춤을 위한 시간에 출연하였으며,2011년에는 스쿨 걸즈의 멤버였다. 그러나 2011년 3월에 스쿨 걸즈를 탈퇴하고 그룹 돌 페이스에 영입되었다.

### 작품
- 춤을 위한 시간(A Time for Dancing)(2002)
- 닥터 수스 '모자에 있는 고양이(Dr. Seuss' The Cat in the Hat)(2003)
- 야간 비행(Night Flight)(2005)
- 누가 좀 도와 줘요(Somebody Help Me)(2007)